# Hatáskörön kívül
A Hatáskörön kívül (eredeti cím: Exterritorial) 2025-ben bemutatott német akcióthriller, amelyet saját forgatókönyvéből Christian Zübert rendezett. A főbb szerepekben Jeanne Goursaud, Dougray Scott és Lera Abova látható.
Az Amerikai Egyesült Államokban és Magyarországon 2025. április 30-án mutatta be a Netflix. Ez a Netflix történetének legsikeresebb német filmje.

## Cselekmény
Sara Wulf korábban a különleges erők katonája volt, aki 2017-ig Afganisztánban szolgált. Egy incidens során, amelyben nyolc katona meghalt, ő volt az egyetlen túlélő. Fia, Joshua kíséretében az Amerikai Egyesült Államok frankfurti konzulátusára látogat, hogy munkavízumot igényeljen. Ottlétük alatt fiát egy játszószobában hagyja, de amikor visszatér, a fiú eltűnt.
Ezért segítséget kér Eric Kynch regionális biztonsági tisztviselőtől és Donovan őrmestertől. Donovan szerint Joshua nem jelentkezett be, és a biztonsági kamerák felvételein is csak Sara látható, fia nélkül. Kapcsolatba lép a német rendőrséggel, viszont a német hatóságok csak engedély esetén léphetnek be külföldi diplomáciai létesítményekbe (amelyeket tévesen „exterritoriálisnak” neveznek). Édesanyja, Anja sem hajlandó hinni neki, mert azt gyanítja, Sara nem szedte be a gyógyszereit. Ezért Sarát megkérik, hagyja el a konzulátust.
Ehelyett Sara elbújik az épületben, és saját maga indul el gyermeke után. Eközben találkozik Irinával, akit már közel két hónapja tartanak fogva a konzulátuson. Felajánlja neki, hogy együtt keresik meg Josht, cserébe Sara segít Irinának kijutni a konzulátusról. Sara egy táskát talál a központban, tele drogokkal, amelynek átadását Josh látta. Miután Sara verekedésbe keveredik, Kynch injekciót ad be neki, és a nő eszméletét veszti. Amikor újra magához tér, Deborah Allen főkonzul áll az ágya mellett. Sara anyja kapcsolatba lépett vele, mert aggódik Sara poszttraumás stressz zavara és téveszméi miatt, amelyek az afganisztáni bevetés után jelentkeztek, ahol Joshua apja is életét vesztette.
Később Sarát Irina szabadítja ki, akinek valódi neve Kira Wolkowa. Apja belorusz disszidens volt, akit a kormány meggyilkolt. Kira a minszki amerikai nagykövetségre menekült, de a CIA Frankfurtba vitte. Kira Bostonba szeretne menni az anyjához, és az USB-meghajtón lévő adatokkal más disszidenseket is ki akar szabadítani. Sara állásajánlatot kap egy amerikai biztonsági cégtől, amely női exkatonákat keres. Rájön, Kynch áll az ajánlat mögött, hogy Sara a konzulátusra jöjjön; ráadásul ő is Afganisztánban volt.
Sara egy újságírótól kapott egy videót, amelyen Kynch és egy tálib szerepel. Az újságíró szerint Kynch korrupt, ő volt a felelős a csapdaért, amelybe Sara csapata besétált. Sara elterelő manővert indít, hogy Kira elhagyhassa a nagykövetséget, és Franciaországon keresztül Mexikóba, majd tovább az Egyesült Államokba menekülhessen. Kynch beismeri, ő rabolta el Josht és meghamisította a biztonsági kamerák felvételeit. Sara volt az afganisztáni incidens utolsó túlélő tanúja, Kynch pedig úgy érezte, az újságíró nyomást gyakorol rá. A terve az volt, hogy Sarát ámokfutásba hajszolja, így önvédelemből lelőheti.
Sara elrabolja Kynch lányát, Aileent, és egy biztonsági szobában rejti el. Először azt tervezi, hogy Aileent Josh-ra cseréli, de aztán meggondolja magát, és elengedi a lányt. Kynch későbbi vallomását Sara Aileen diktafonjával rögzíti. Kynch maga is katona volt, de traumájának feldolgozásában nem érezte a hadsereg támogatását, és anyagi szempontból is hátrányos helyzetben volt. Ezért üzletet kötött a tálibokkal, hogy javítson anyagi helyzetén.
Miután Sarát meglövi és megsebesíti Kynch, Josh-t kiszabadítják. Nyolc héttel később Sara telefonál Kirának, eközben Kynch már az Egyesült Államokban van őrizetben. Donovan és munkatársa is részt vett Kynch tervében. Sara Josh-sal együtt az Egyesült Államokba utazik, ahol találkozik Kirával.

## Szereplők
| Szerep             | Színész              | Magyar hang           |
| ------------------ | -------------------- | --------------------- |
| Sara Wulf          | Jeanne Goursaud      | Bartsch Kata          |
| Erik Kynch         | Dougray Scott        | Kőszegi Ákos          |
| Irina              | Lera Abova           | Dobó Enikő            |
| Donovan őrmester   | Kayode Akinyemi      | Gacsal Ádám           |
| Deborah Allen      | Annabelle Mandeng    | Bertalan Ágnes        |
| Justin Martello    | Kris Saddler         | Szabó Máté            |
| Aileen Kynch       | Rada Rae             | Koch-Bulla Zelda      |
| Joshua "Josh" Wulf | Rickson Guy da Silva | Holló-Zsadányi Norman |
| Anja Wulf          | Susanne Michel       | Menszátor Magdolna    |

### Magyar változat
- Magyar szöveg: Szemere Laura
- Hangmérnök és vágó: Schmidt Zoltán
- Gyártásvezető: Vigvári Ágnes
- Szinkronrendező: Zentai Mária
- Produkciós vezető: Fekete Márk

A szinkront a Direct Dub Studios készítette el.

## A film készítése
A filmet a Constantin Film készítette, Kerstin Schmidbauer producer és Oliver Berben vezető producer közreműködésével. A forgatás Bécsben zajlott a FISAplus támogatásával, és 2023 végén fejeződött be. A forgatás többek között az Althanstraße Egyetemi Központbankerült sor, amely 1982 és 2013 között a Bécsi Közgazdaságtudományi Egyetem székhelye volt.